# Lahagui
Lahagui est une localité située dans le département de Pibaoré de la province du Sanmatenga dans la région Centre-Nord au Burkina Faso.

## Économie
L'agro-pastoralisme est l'activité principale de Lahagui et depuis quelques années le commerce avec la création d'un marché.

## Éducation et santé
Le centre de soins le plus proche de Lahagui est le centre de santé et de promotion sociale (CSPS) de Vowogodo tandis que le centre hospitalier régional (CHR) se trouve à Kaya.
Le village possède une école primaire publique.